# バルトルト・クイケン
バルトルト・クイケン（Barthold Kuĳken, 1949年3月8日 ディルベーク - ）は、ベルギーのリコーダー奏者、フルート奏者、指揮者。

## 経歴
2人の兄ヴィーラントとシギスヴァルトが積極的に楽器を演奏するような音楽的な環境に育ち、早くから楽器の歴史的な演奏習慣に興味を持つ。ブルッヘ音楽院で音楽を始め、ブリュッセル王立音楽院とデン・ハーグ王立音楽院で研鑚を積む。幸運にも偶然に、18世紀初頭から原形を留めたままのフラウト・トラヴェルソを発見する。古楽器演奏の第一人者としての地位を独学によって築くにあたって、そのオリジナル楽器の発見のほかに、個人のコレクションや美術館に保存された当時の楽器や、17世紀から18世紀に記された史料の研究を積み重ねた。
兄ヴィーラントと同じく、ピエール・バルトロメー主宰の「ミュジック・ヌーヴェル」（ブリュッセル）に参加し、現代音楽を演奏したこともある。
1970年代から頻繁にバロック音楽を演奏するようになり、ガンバ奏者の兄ヴィーラント、バロック・ヴァイオリン奏者の兄シギスヴァルト、バロック・オーボエ奏者のパウル・ドンブレヒト（ポール・ドンブレシュト）、チェンバロ奏者のロベール・コーネン、グスタフ・レオンハルト、ボブ・ファン・アスペレン、ルネ・ヤーコプス（カウンターテノール）らと共演した。
フラウト・トラヴェルソ奏者として古楽器オーケストラ「ラ・プティット・バンド」と共演するかたわら、数々の室内楽コンサートや、各地でマスタークラスの主宰を続けている。1986年よりしばしば指揮活動に専念して、テレマンやヘンデル、バッハ、モーツァルトの作品を上演してきた。
ブリュッセル王立音楽院およびデン・ハーグ王立音楽院にてフラウト・トラヴェルソの教授を務めている。